# 踊ろうマチルダ
踊ろうマチルダは、日本のシンガーソングライター。名前の由来は、オーストラリアの旧い民謡「Waltzing Matilda（ワルツィング・マチルダ）」からとられている。バンドではなく、ソロ・プロジェクト。

## 略歴
2003年に釣部修宏名義で『平成トラッド』を発表。オールド・ジャンク・パレード、ナンシー・ウイスキーなどのバンドを経てソロとなり、ツルベノブヒロとして活動していたが、2008年に踊ろうマチルダへと改名。同年秋に『Hush』を発表した。2009年、セカンドミニアルバム『夜の支配者』を発表。2010年には、踊ろうマチルダ名義のみならず、本名、バンド時代の楽曲を弾き語りで収録した『故郷の空』を発表した。
2011年には、「AOMORI ROCK FESTIVAL -夏の魔物-」や「FUJI ROCK FESTIVAL '11」などに出演。
2012年には、「箒川を渡って」がNHK土曜スペシャルドラマ『とんび』のエンディングテーマとなった（プロデュースは大友良英）。また、KIRINのプレミアムビール「グランドキリン」特設ページの動画内において、「春は夜に咲く」が使用されていた。
2013年以降は、弾き語りをメインに活動している。足踏みオルガンの導入を経てルーツやトラッド、フォーク音楽への接近が見られ、のちのシュルティボックス、ハーモニウム、ハーディガーディなど、和音を奏でる楽器の導入につながっている。
2017年に7年ぶりとなる音源、かつ初のセルフプロデュースとなるアルバム『新しい夜明け』を発表。
2025年5月からソロユニット、folkfisherとして活動を再開。旧名義で発表した楽曲の演奏はしない方針。

## 音楽
ライヴではヴォーカルのほか、アコースティックギター、ガットギター、12弦ギターを使用。また、シュルティボックスやハーモニウムなどインドのリード楽器や、ハーディガーディなど古楽器を用いて演奏するのも大きな特徴。
親交のある作家の小路幸也によると、音楽の道に進むきっかけの一つは小学生時代にプレイしたファイナルファンタジーシリーズで、植松伸夫作曲のアイルランド音楽風のBGMに惹かれてアイリッシュ・ロックを聴くようになったという。

## ディスコグラフィー

### フルアルバム
- 『新しい夜明け』（2017年）BACKPACK RECORDINGS / VIVID SOUND（BPRS-0007） format: CD

1. Comin' Thro' the Rye
2. 緑色のソレとソレラ
3. 風景画
4. 夜明け前
5. 春疾風
6. 夜は友達
7. 廃墟の晩餐
8. おとぎ話
9. Lowlands Away
10. 新しい夜明け
11. 化け物が行く

- 『新しい夜明け』（2018年）KOBITO RECORD / VIVID SOUND（KBTR-0001）

format: 12inch LP / 180g 重量盤・ダブルジャケット仕様 限定生産
Side-A
1. Comin' Thro' the Rye
2. 緑色のソレとソレラ
3. 風景画
4. 夜明け前
5. 春疾風
6. 夜は友達

Side-B
1. 廃墟の晩餐
2. おとぎ話
3. Lowlands Away
4. 新しい夜明け
5. 化け物が行く

### ミニアルバム
- 『Hush』（2008年）high numbers dream. / ラッツパック・レコード株式会社（HNBR-06）

1. ロンサムスイング
2. 春は夜に咲く
3. 季節は変わる
4. ギネスの泡と共に
5. マリッジイエロー(live take)

- 『夜の支配者』（2009年）matilda rabel / SPACE SHOWER MUSIC（DQC-401）

1. ハートブレイクブルー
2. 8月の子守歌
3. 夜の支配者
4. Bus to Hell
5. この炎は消せない
6. 夏の最後の赤い薔薇(live take)

### 弾き語りアルバム
- 『故郷の空』（2010年）matilda rabel / SPACE SHOWER MUSIC（DQC-599）

1. 睡蓮の花
2. スクリーミング
3. ミミズクポルカ
4. 夢の列車
5. ギネスの泡と共に
6. さようなら
7. 夏の終わり
8. 季節は変わる
9. ゴーストソング
10. 古き良きロマン
11. 故郷の空

### DVD
- 『踊ろうマチルダ LIVE at 梅田シャングリラ 2011』（ 2013年）アリエヌ・ICP / I.C.Planning（WMDV-0001）

1. スクリーミング
2. 8月の子守歌
3. ミミズクポルカ
4. ゴーストソング
5. 夏の終わり
6. パーティー
7. この炎は消せない
8. さようなら
9. 古き良きロマン
10. 嵐の夜
11. ギネスの泡と共に
12. 踊ろうマチルダ
13. Bus to Hell
14. 季節は変わる
15. ハートブレイクブルー
16. ロンサムスイング
17. マリッジイエロー
18. ナンシー・ウイスキー
19. 異国の夢

### OST
- 『NHK土曜ドラマスペシャル「とんび」オリジナル・サウンドトラック』（2011年）

「箒川を渡って」のピアノ・ソロ、ドラマバージョンの2種を収録。ライヴで披露されるものとは歌詞が若干異なる。

### V.A.
- 『THE WILD ROVER』（2010年）

※踊ろうマチルダはDVDに2曲（Track16, 17）収録されている。

## 別名義

### アルバム
- 釣部修宏『平成トラッド』（2003年）

1. 枯れたブーゲンビリア
2. スクリーミング
3. ロシアンガールはもういない
4. 風流
5. 白樺並木の見える場所で
6. 夢の列車
7. サヨナーラ
8. 夏の最後の赤い薔薇
9. 異国の夢
10. スイレンの花

### ミニアルバム
- 釣部修宏『異国の夢』（会場限定、現在入手困難）

1. 異国の夢
2. screaming
3. 風流
4. 切ない朝
5. サヨナーラ
6. last rose of summer

- Nancy Whiskey『Parade for Junkman』（2006年）CLA60020

1. Auld Lang Syne
2. タータンステップ
3. ツキのポルカ
4. ゴーストソング
5. カーニバル
6. 古き良きロマン

### V.A.
- 『GREEN ANTHEM』（2007年3月3日）GLOR20
Nancy Whiskey「ポプラの木の下で」収録。

## 楽曲提供

### ドラマ
- NHK土曜ドラマスペシャル「とんび」（NHK、2012年1月7日、2012年1月14日）エンディングテーマ「箒川を渡って」

### 映画
- RUN!-3films-「actor」（2019年11月2日公開）エンディングテーマ「Bus to Hell」

### web
- グランドキリン